# Elkin (Caroline du Nord)
Elkin est une ville américaine située dans les comtés de Surry et de Wilkes dans l'État de Caroline du Nord. En 2010, sa population était de 4 001 habitants.

## Démographie
| 1880 | 1890 | 1900 | 1910 | 1920  | 1930  |
| ---- | ---- | ---- | ---- | ----- | ----- |
| 137  | 288  | 860  | 886  | 1 195 | 2 357 |

| 1940  | 1950  | 1960  | 1970  | 1980  | 1990  |
| ----- | ----- | ----- | ----- | ----- | ----- |
| 2 734 | 2 842 | 2 868 | 2 899 | 2 858 | 3 790 |

| 2000  | 2010  | - | - | - | - |
| ----- | ----- | - | - | - | - |
| 4 109 | 4 001 | - | - | - | - |

## Traduction
- (en) Cet article est partiellement ou en totalité issu de l’article de Wikipédia en anglais intitulé « Elkin, North Carolina » (voir la liste des auteurs).